# Förstner Tivadar

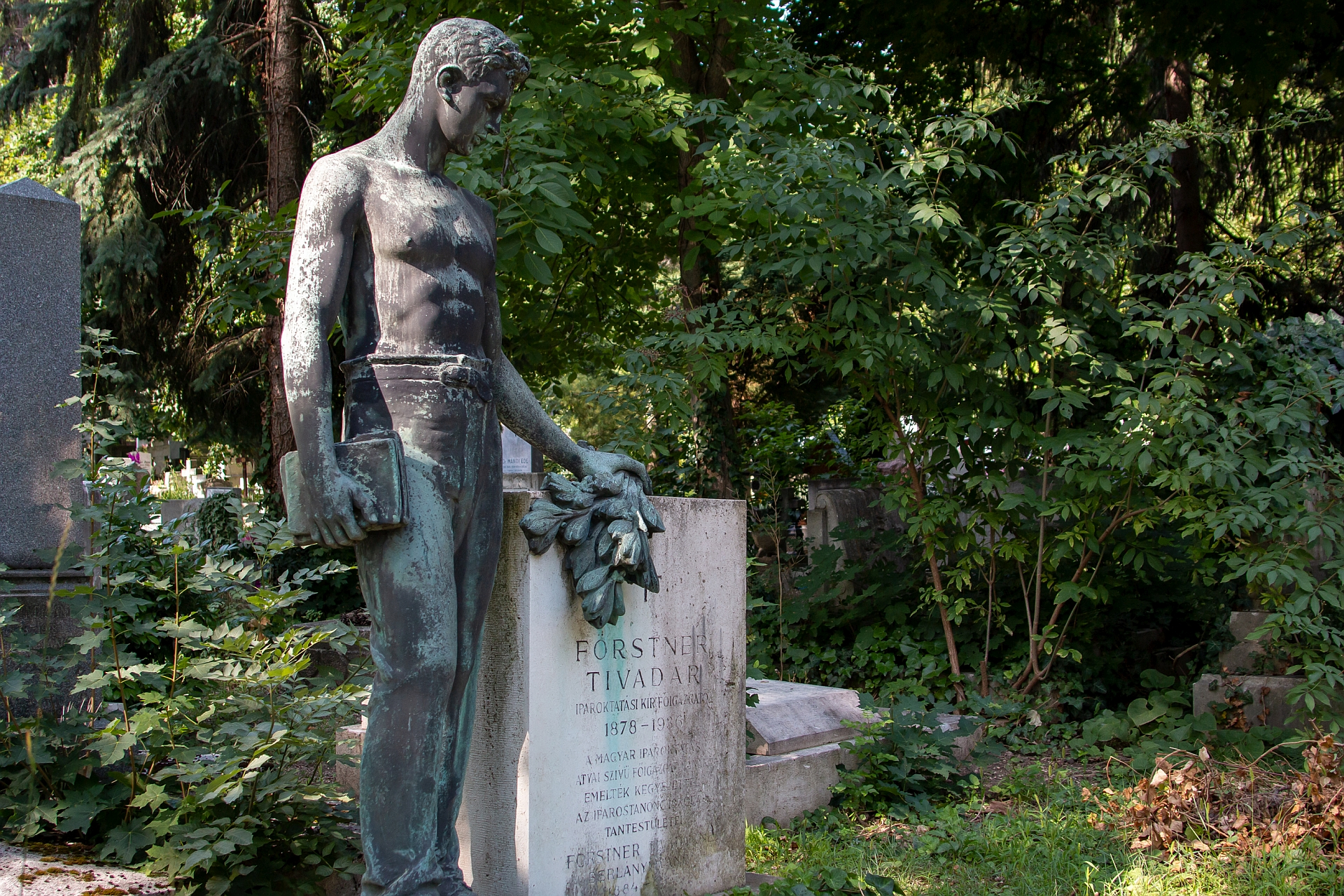
Sírja a Farkasréti temetőben

Förstner Tivadar, Förstner Tivadar András Károly (Győr, 1878. december 31. – Budapest, Józsefváros, 1936. november 29.) állami ipari szakiskolai tanár, grafikus, festő.

## Életútja
Förstner Miksa hitközségi elöljáró és Grünhut Hermina fiaként született. Tanulmányait a Győri Magyar Királyi Állami Főreáliskolában kezdte, majd a Magyar Királyi Mintarajztanoda és Rajztanárképezde hallgatója volt, ahol 1902-ben középiskolai rajztanári oklevelet szerzett. Ugyanettől az évtől a Kolozsvári Magyar Királyi Állami Fa- és Fémipari Szakiskola tanára lett. 1912-ben iparoktatási igazgatóvá nevezték ki és ettől az évtől Budapesten működött. A Tanácsköztársaság idején a Közoktatásügyi Népbiztosságon az ipari szakmunkásképzés osztályvezetőjének nevezték ki. Később az Iparoktatási Főigazgatósághoz került, melynek 1928-ban átvette vezetését. A főigazgatóság megszűnése után tanügyi főtanácsosként a Vallás- és Közoktatásügyi Minisztérium tanügyi osztályán dolgozott.
Iparművészeti terveivel és vízfestményeivel tűnt fel. 1921-ben a Nemzeti Szalonban gyűjteményes kiállítása volt.
1906. augusztus 4-én Budapesten feleségül vette Berlányi Vanda színésznőt. Halálát álfehérvérűség, szívgyengeség okozta.